# Промано (Перуђа)
Промано је насеље у Италији у округу Перуђа, региону Умбрија.
Према процени из 2011. у насељу је живело 680 становника. Насеље се налази на надморској висини од 290 м.